# Leda Planitia
La Leda Planitia è una formazione geologica della superficie di Venere.
È intitolata a Leda, personaggio della mitologia greca.